# Sonate pour violon et piano no 1 de Farrenc
Pour les articles homonymes, voir Sonate pour violon et piano.
La Sonate pour violon et piano no 1 op. 37 en ut mineur de Louise Farrenc est une œuvre de musique de chambre pour piano et violon composée en 1848.

## Historique
La Sonate pour violon et piano op. 37 de Louise Farrenc est composée en 1848. Elle est publiée en 1851 par Aristide Farrenc, mari et éditeur de Louise Farrenc. L'œuvre, dédiée au violoniste Jean-Baptiste Philémon de Cuvillon, est créée l'année de sa publication par Delphin Alard au violon et la compositrice au piano.

## Structure
La sonate se compose de trois mouvements :
1. Largo – Allegro
2. Poco adagio
3. Finale – Allegro vivace

## Analyse
Si la compositrice fait le choix de la tonalité d'ut mineur, c'est pour affirmer la volonté de gravité de son œuvre. Les premiers et derniers mouvements sont dans cette tonalité, et ils ne modulent pas à l'homonyme majeur. Si l'œuvre semble tenir d'un « style sévère et classique », c'est notamment par l'introduction lente, d'abord majestueuse et ensuite plaintive. Ensuite vient le premier thème de l’Allegro, d'allure vive. Dans le deuxième mouvement, la mélodie, dans sa partie médiane, est sombre et agitée, contrastant avec le mouvement précédent. Ernest Reyer, neveu de la compositrice, aimait particulièrement ce mouvement central, « un chef-d’œuvre de grâce et de mélodie ». Le Finale est plus léger que l’Allegro initial, bien qu'il soit plus dense.
La musicologue Bea Friedland souligne qu'il émane de l'ensemble de la Sonate « une expressivité très forte ».

## Réception
Théophile Gauthier écrit, dans La Presse : « La nouvelle sonate de Mme Farrenc, pour piano et violon, est une excellente page à ajouter au catalogue de ses ouvrages, et elle est écrite, comme la plupart de ceux-ci, dans un style sévère et classique qui rappelle les grands maîtres. ».
Le 5 décembre 1852, pour La France musicale, « [Félicitons] vivement Mme Farrenc au sujet [...] de la remarquable sonate pour piano et violon, dédiée à M. Cuvillon, morceau qui rappelle les plus savantes conceptions de Beethoven et dans lequel on rencontre, à côté des passages les plus sévères, des mélodies où se révèle la grâce féminine la plus exquise, le sentiment le plus charmant ».

## Discographie
- Louise Farrenc: L'œuvre pour violon et piano, avec Gaëtane Prouvost (violon) et Laurent Cabasso (piano), Continuo Classics 1512037, 2007
- Farrenc: Music for Violin & Piano, avec Daniele Orlando (violon) et Linda di Carlo (piano), Brilliant Classics 95922, 2021